# 열혈경파 쿠니오군
《열혈경파 쿠니오군》(熱血硬派くにおくん)은 일본의 개발사 테크노스 저팬이 개발하고 타이토가 배급한 1986년 아케이드 진행형 격투 게임이다. 주인공은 전학온 열혈고교 학생 쿠니오로, 어느 날 친구 히로시가 주변의 불량학생들에게 폭행당하자 앙갚음을 위해 주먹으로 맞서 싸우는 내용이다. 스테이지 내에 있는 적들을 해치우고 나중에 싸움에 참가하는 보스를 쓰러뜨면 다음 단계로 넘어가는 방식이며, 이후 테크노스 저팬이 개발한 《더블 드래곤》와 함께 상하좌우로 자유롭게 움직이는 진행형 격투 게임의 시초로 꼽힌다. 1987년에 패밀리 컴퓨터 이식판이 발매됐다.
서양에서는 《레네게이드》(Renegade)라는 제목으로 그래픽이 현저하게 바뀐 현지화가 된 버전이 발매됐다. 이 판에서는 한 자경단원이 거리의 불량배들과 맞서 싸워 여자친구를 구하는 내용이 됐다. 이 판은 서양에서 상업적으로 대박을 터뜨리며 이후 똑같이 현지화된 패밀리 컴퓨터판이 발매된 것은 물론, 《레네게이드》 버전에 기반한 이식판이 세가 마스터 시스템 및 다양한 서양 컴퓨터 기종으로 등장했다.
《열혈경파 쿠니오군》의 성공 이후 테크노스 재팬은 《쿠니오군》 시리즈라는 이름으로 《열혈고교 피구부》, 《열혈고교》같은 작품들로 명맥을 이었다. 한편 서양에서는 오션 소프트웨어가 제작한 《레네게이드》만의 후속작 《타겟 레네게이드》가 발매됐다.
최초 아케이드판의 경우 2018년에 햄스터 코퍼레이션이 개발한 《아케이드 아카이브스》 시리즈의 일환으로 플레이스테이션 4, 닌텐도 스위치로 디지털 재발매됐다. 한편, 2011년에는 리메이크 《열혈경파 쿠니오군 스페셜》이 출시됐다.

## 등장인물
- 열혈고등학교

- 쿠니오

열혈고교의 짱. 일진이긴 하지만 힘없는 친구들을 보호하는 정의로운 성격을 지녔다.
- 히로시

열혈고교의 빵셔틀. 매일 누군가에게 얻어터져 쿠니오가 싸우는 원인을 제공한다.
- 스테이지 1: 신주쿠 역

- 작대기 일진
- 맨손 일진
- 리키

화원고교의 짱이자 쿠니오의 라이벌이다.
- 스테이지 2: 폭주족들의 아지트 공업단지

- 오토바이 폭주족
- 맨손 폭주족
- 작대기 폭주족
- 신지

폭주족의 두목.
- 스테이지 3: 뒷골목

- 쇠사슬 스케반

체력이 매우 약해 땅에 누우면 쓰러진다.
- 책가방 스케반
- 미스즈

스케반의 두목. 여자임에도 불구하고 키가 2m를 넘는다.
- 스테이지 4: 야쿠자 사무실

- 사시미 야쿠자

사시미로 공격하기 때문에 공격을 당하면 즉사하지만 공격 속도가 매우 느리다.
- 사부

야쿠자 두목. 권총을 사용하기 때문에 공격을 당하면 즉사한다.

## 평가
| 평가 |      |
| --- | ---- |
| 평론 점수 평론사 점수 크래시 89% [ 2 ] CVG 88% [ 3 ] 싱클레어 유저 8/10 [ 4 ] 유어 싱클레어 9/10 [ 5 ] The Games Machine 87% [ 6 ] |      |
| 평론 점수 |      |
| 평론사 | 점수 |
| 크래시 | 89%  |
| CVG | 88%  |
| 싱클레어 유저 | 8/10 |
| 유어 싱클레어 | 9/10 |
| The Games Machine | 87%  |